# Valter Poġosyan
Valter Ṙowbeni Poġosyan (in armeno Վալտեր Ռուբենի Պողոսյան?; 16 maggio 1992) è un ex calciatore armeno, di ruolo centrocampista.

## Palmarès

### Club

#### Competizioni nazionali
- Campionato armeno: 1

Banants: 2013-2014
- Coppa d'Armenia: 1

Banants: 2015-2016
- Supercoppa d'Armenia: 1

Banants: 2014